# Gołdap Stadion
Gołdap Stadion – zlikwidowana stacja kolejowa w Gołdapi na linii kolejowej Gołdap – Gołdap Stadion, w powiecie gołdapskim, w województwie warmińsko-mazurskim, w Polsce.